# Chaidamu (socken i Kina, lat 44,69, long 117,47)
Chaidamu (kinesiska: 柴达木, 柴达木苏木) är en socken i Kina. Den ligger i den autonoma regionen Inre Mongoliet, i den norra delen av landet, omkring 640 kilometer nordost om regionhuvudstaden Hohhot.
Genomsnittlig årsnederbörd är 554 millimeter. Den regnigaste månaden är juni, med i genomsnitt 155 mm nederbörd, och den torraste är januari, med 4 mm nederbörd.